# Manfred Lückert
Manfred Lückert (* 19. Mai 1947 in Bad Sooden-Allendorf; † 27. Dezember 2021 in Eschwege) war ein Autor zur Thüringer und hessischen Geschichte.
Manfred Lückert verbrachte seine Jugend auf dem Lückertshof, einem Bauernhof mit Gaststätte nahe Bad Sooden-Allendorf. Nach dem Besuch der Realschule erlernte er den Beruf des Industriekaufmanns. Von 1972 bis 1982 war Lückert Archivar von Bad Sooden-Allendorf. In jenen Jahren erwuchsen aus seiner großen Liebe zur näheren Heimat etliche Aktivitäten wie das Sammeln alter Bilder und anderer historischer Belege. Neben ausgedehnten Wanderungen und dem Sammeln von Versteinerungen wurde Lückert durch Mundartvorträge vielen Bürgern im Umkreis bekannt.
Lückert wohnte fünfzig Jahre in Bad Sooden-Allendorf und ab 1998 in Eschwege. Er war verheiratet und Vater einer Tochter. Er starb am 27. Dezember 2021 in seiner Wahlheimat.